# Dwayne Jarrett
Dwayne Jarrett (* 11. September 1986 in New Brunswick, New Jersey) ist ein Footballspieler. Er spielte College Football an der University of Southern California (USC). Seine Position ist Wide Receiver (WR). 
2005 schaffte es Jarrett als Sophomore bereits ins All-American-Team und war einer der drei Finalisten für den Fred Biletnikoff Award. 2006 kam er in den engere Ausscheidung für den Maxwell-Award als der beste College-Footballspieler des Jahres und spielte wiederum im All-American-Team. 
2007 wurde er von den Carolina Panthers gedraftet, für die er bis 2010 in der National Football League (NFL) spielte.